# Sven-Ove Svensson
Sven-Ove Svensson (1923 – leden 1987) byl švédský fotbalista a později trenér, který hrával na pozici záložníka. V roce 1954 získal ve Švédsku ocenění Guldbollen pro nejlepšího fotbalistu roku. Díky svému jménu měl přezdívku SOS.

## Klubová kariéra
Téměř celou svou kariéru strávil v klubu Helsingborgs IF (HIF). Dalším klubem, kde působil, byl BK Drott. Byl znám svým bojovným duchem a vitalitou. Celkem odehrál v letech 1944–1956 za HIF 546 zápasů, v nejvyšší lize Allsvenskan oficiálně 216. Po ukončení aktivní hráčské kariéry vedl Helsingbors IF jako trenér.
V roce 1958 prodělal zranění menisku a musel skončit s fotbalem.

## Reprezentační kariéra
Nastupoval za švédskou fotbalovou reprezentaci, ve které debutoval ve svých 29 letech. Celkem odehrál v národním týmu 31 zápasů a vstřelil 8 gólů.